# 존재론적 복음 신학

존재론적 복음 신학은 21세기 한국 개신교에서 제안된 신학적 접근으로, 믿음·죄·의·거룩함을 도덕적·윤리적 행위 차원이 아닌 존재론적·구속사적 구조 안에서 이해하려는 시도를 담고 있다. 이 신학은 성경의 언어를 세상 언어와 구별하여 해석하며, 창조–타락–구속–완성이라는 구속사의 연속성 속에서 구원 사건을 존재의 전환으로 설명한다.
성경은 하나님 나라의 언어 사전으로, 모든 단어를 성경 자체로 정의하고 해석한다. 이는 각 나라의 언어가 자국 사전에 의해 규정되듯, 하나님 나라의 언어도 성경이 규정한다. 세상의 모호한 의미 대신, 성경은 “하나님은 사랑이시라”처럼 본질을 규정한다.
땅의 언어와 하늘의 언어
존재론적 복음 신학은 하늘의 언어(곧 하나님의 관점)를 드러내기 위해 땅의 언어를 사용한다. 그러나 이는 땅의 언어와 질서를 부정하거나 무효화하는 것을 의미하지 않는다. 땅의 언어는 하나님의 실재를 설명하기 위한 비유적 도구이자 표지(sign)로 기능한다.
죄의 이중적 차원
존재론적 복음 신학은 죄를 두 층위로 구분한다.
- 땅의 죄: 사회적·법적 차원에서 드러나는 행위적 잘못을 의미하며, 이는 땅 위에서 반드시 책임져야 한다. 도덕적·윤리적·법적 결과는 인간의 책임 영역에 속한다.
- 하늘의 죄: 하나님의 관점에서 정의되는 죄로, 불신앙(ἁμαρτία, hamartia) 곧 하나님과의 언약에서 끊어진 상태를 가리킨다. 이는 인간 행위로 해결되지 않고 오직 은혜와 믿음을 통해 사함을 받는다.

신학적 목적
존재론적 복음 신학의 목적은 땅의 질서를 무너뜨리거나 회피하는 데 있지 않다. 오히려 땅의 언어와 죄의 책임을 인정하면서, 이를 통해 하늘의 실재와 복음을 드러내는 데 있다. 따라서 땅의 책임과 하늘의 은혜는 대립되지 않고, 서로 다른 차원에서 동시에 작동한다. 결국 이러한 접근을 통해 알게되는 것은 하나님의 관점이다. 하나님의 관점에서 죄가 무엇인지 드러나고 의가 누구인지 알게되는 것이다.

## 역사
- 2010년대 이후 한국 신학자 최성일 목사에 의해 처음 체계화되었다.
- 강의록과 저술을 통해 교회와 신학계에 소개되었으며, 이후 존재론적 복음 신학 GPT 등의 자료로 정리되었다.
- 성경 단어를 세상 언어와 대비시켜 해석하는 방법론을 강조하며, 성도들이 성경을 새로운 언어 체계로 읽도록 안내하는 흐름 속에서 발전하였다.

## 신학적 배경
존재론적 복음 신학은 한국 개신교 내에서 믿음과 행위, 칭의와 성화의 관계를 둘러싼 논의 속에서 등장하였다.
- 성경신학적 배경: 구속사적 성경 읽기를 강조.
- 존재론적 사상: 신자의 존재 전환을 강조하는 개혁신학 및 교부 신학 전통과 연결.
- 언어철학적 배경: 루트비히 비트겐슈타인의 ‘언어 게임’ 개념을 통해 성경의 언어 이해 설명하여 “세상 언어”와 “성경 언어”의 사용 맥락을 구분한다.

## 주요 개념
- 믿음 (πίστις, pistis): 감정적 결단이 아니라 죄와 사망에서 옮겨져 새로운 존재가 되는 전환.
- 죄 (ἁμαρτία, hamartia): 도덕적 실패가 아니라, 하나님과 언약에서 끊어진 존재적 상태.
- 의 (δικαιοσύνη, dikaiosynē): 도덕적 착함이 아니라, 그리스도 안에서 주어진 신분·자리.
- 거룩 (ἁγιασμός, hagiasmos): 윤리적 성화가 아니라 하나님께 속한 ‘구별된 상태’.
- 회개 (μετάνοια, metanoia): 믿음 이전에 일어나는 단회적 전환 사건.
- 구원: 사건(event)이자 과정(process)으로, 믿음–칭의–성화–영화가 끊어지지 않는 존재의 연속으로 설명됨.

## 언어와 해석
존재론적 복음 신학은 성경 용어를 세상적 의미와 구별하여 재정의하는 것을 특징으로 한다.
- 아버지: 생물학적 의미가 아닌, 말씀(λόγος, logos)을 허락한 자.
- 어머니: 자궁이 아닌, 율법 아래 있는 자(갈라디아서 4:22–26).
- 생명 (ζωή, zōē): 숨이 아니라, 예수 그리스도 자신(요한복음 11:25; 14:6).
- 물: 액체가 아니라 복음·성령(요한복음 7:38).
- 피: 혈액이 아니라, 생명·그리스도의 희생.

이를 통해 성경 언어가 고정된 하나님 나라의 언어 체계임을 주장한다.

## 특징과 차별성
- 도덕적 해석 대신 존재론적 정체성을 강조한다.
- 죄를 불신으로만 정의한다.
- 신자는 더 이상 죄를 지을 수 없다고 주장한다(요한일서 3:9 근거).
- 회개를 반복적 행위가 아닌, 믿음 이전 단회적 사건으로 본다.

## 평가와 논의
- 일부 한국 교계에서는 성경적 언어의 재정의를 강조하는 창의적 신학적 시도로 긍정적으로 평가하였다.
- 그러나 전통적 개신교 신학과 다른 해석이 많아 논쟁을 불러왔다.
  - 비판: “죄를 불신으로만 한정”하거나 “신자는 더 이상 죄를 지을 수 없다”는 주장에 대한 교리적 우려.
  - 언어철학적 시도: ‘세상 언어 게임 vs 성경 언어 게임’ 구분은 신학적·철학적으로 새로운 접근이라는 평가.

## 관련 항목
- 성경신학
- 구속사
- 언어철학과 신학
- 대한민국의 개신교

## 참고 문헌
- 최성일, 《존재론적 복음 신학》, (출판사, 출판연도).
- 존재론적 복음 신학 GPT 강의록, PDF 자료집.
- 관련 교회 설교 및 세미나 자료.

틀:신학 주제